# Чистец германский
Чистец германский (лат. Stáchys germanica) — вид многолетних травянистых растений рода Чистец (Stachys) семейства Яснотковые (Lamiaceae).

## Распространение и экология
Распространён на всей территории Европы, на Канарских островах, Кавказе, в Марокко и Турции.
Растёт по опушкам, среди разнотравных лугов, сорным местам и у дорог.

## Ботаническое описание
Стебли прямые, простые или вверху ветвистые, высотой 60—120 см, войлочно-белошерстистые.
Прикорневые и нижние листья продолговато-яйцевидные, при основании сердцевидные, на черешках; верхние — продолговатые, сидячие; все городчатые, сверху серовато-зелёные, снизу ячеистые, серые.
Соцветие с многоцветковыми ложными мутовками, внизу отстоящими, вверху сближенными в густой колос; прицветники линейно-ланцетные; цветки почти сидячие; чашечка трубчато-колокольчатая, шерстисто-войлочная, с треугольно-ланцетными зубцами; венчик светло-пурпурный.

## Классификация

### Таксономия
Вид Чистец германский входит в род Чистец (Stachys) подсемейства Яснотковые (Lamioideae) семейства Яснотковые (Lamiaceae) порядка Ясноткоцветные (Lamiales).
|  |                                      |  |                                                             |                                                             |                      |  | ещё около 20 семейств (согласно Системе APG II) | ещё около 20 семейств (согласно Системе APG II) |                         |  |  |  | ещё около 35 родов  | ещё около 35 родов    |  |  |
|  |                                      |  |                                                             |                                                             |                      |  | ещё около 20 семейств (согласно Системе APG II) | ещё около 20 семейств (согласно Системе APG II) |                         |  |  |  | ещё около 35 родов  | ещё около 35 родов    |  |  |
|  |                                      |  |                                                             | порядок Ясноткоцветные                                      |                      |  |                                                 |                                                 | подсемейство Яснотковые |  |  |  |                     | вид Чистец германский |  |  |
|  |                                      |  |                                                             | порядок Ясноткоцветные                                      |                      |  |                                                 |                                                 | подсемейство Яснотковые |  |  |  |                     | вид Чистец германский |  |  |
|  | отдел Цветковые, или Покрытосеменные |  |                                                             |                                                             | семейство Яснотковые |  |                                                 |                                                 | род Чистец              |  |  |  |                     |                       |  |  |
|  | отдел Цветковые, или Покрытосеменные |  |                                                             |                                                             |                      |  |                                                 |                                                 |                         |  |  |  |                     |                       |  |  |
|  |                                      |  | ещё 44 порядка цветковых растений (согласно Системе APG II) | ещё 44 порядка цветковых растений (согласно Системе APG II) |                      |  |                                                 | ещё 7 подсемейств                               | ещё 7 подсемейств       |  |  |  | ещё более 300 видов |                       |  |  |
|  |                                      |  |                                                             | ещё 44 порядка цветковых растений (согласно Системе APG II) |                      |  |                                                 |                                                 | ещё 7 подсемейств       |  |  |  |                     |                       |  |  |